# Nosophora obliqualis
Nosophora obliqualis là một loài bướm đêm trong họ Crambidae.